# Ruská Kajňa
Ruská Kajňa – wieś (obec) na Słowacji położona w kraju preszowskim, w powiecie Humenné. Pierwsze wzmianki o miejscowości pochodzą z roku 1582.
Według danych z dnia 31 grudnia 2012, wieś zamieszkiwało 111 osób, w tym 54 kobiety i 57 mężczyzn.
W 2001 roku pod względem narodowości i przynależności etnicznej 77,33% mieszkańców stanowli Słowacy, a 22,67% Rusini.
Ze względu na wyznawaną religię struktura mieszkańców kształtowała się w 2001 roku następująco:
- Katolicy rzymscy – 7,33%
- Grekokatolicy – 89,33%
- Prawosławni – 1,33%
- Ateiści – 2%